# Traggerüst
Das Traggerüst (auch Rüstung) ist ein Bauhilfsmittel, das der temporären Unterstützung eines Teils eines Bauwerkes dient, solange dieses nicht ausreichend tragfähig ist, sowie für die zugehörigen Verkehrslasten. Das Traggerüst bildet dabei das Korsett für die Schalung. Das Traggerüst oder auch Rüstung hat stützende Funktion. Lage und Ausrichtung der stützenden Konstruktion (geneigt, senkrecht oder waagrecht) spielt keine Rolle für die Zuordnung des Bauhilfsmittels. Entscheidend ist, dass das Traggerüst sicher die Lasten aus der Herstellung des Betonbauteils ableiten muss.

## Anwendung im Betonbau

### Senkrechte Bauteile
Bei der Herstellung senkrechter Betonbauteile wie Stützen und Wände entstehen Lasten aus Eigengewicht, Arbeitsbetrieb, Wind und Frischbetondruck. Diese Lasten müssen sicher abgeleitet werden. Dazu werden in der Mehrzahl der Fälle so genannte Trägerschalungen verwendet, die als industriell vorgefertigte Systeme von verschiedenen Herstellern angeboten werden. Dabei ist der Begriff Trägerschalung irreführend, da die Kernaufgabe dieser Systeme in ihrer tragenden Funktion besteht und der Schalung als Auflager dienen. Aus diesem Grund sind diese Bauhilfsmittel den Traggerüsten zuzuordnen. Sie bedürfen einer ingenieurmäßigen Bemessung und Planung.

### Horizontale Bauteile
Bei horizontalen Bauteilen handelt es sich häufig um Geschossdecken. Diese werden mittels so genannter Deckenschalungen hergestellt. Auch hier ist der Begriff Deckenschalung nicht korrekt, da es sich auch bei diesen Systemen um Traggerüste handelt, welche aus Stützen, mehreren Trägerlagen und dem Schalbelag bestehen. Dabei steht die tragende Funktion im Vordergrund.
Im Brückenbau ist die häufigste Anwendung horizontaler Bauteile der Überbau. Das klassische Verfahren zur Herstellung von Brückenüberbauten ist dabei das Traggerüstverfahren. Dazu wird ein Traggerüst bestehend aus Stahlstützen, Joch- und Längsträgern errichtet. Auf den Längsträgern des Überbaus werden so genannte Überhöhungsleisten positioniert, die im Wesentlichen Verformungen und Setzungen des Traggerüstes ausgleichen sollen, sowie die Geometrie der Überbauunterseite abbilden. Auf den Überhöhungsleisten werden zumeist Holzkonstruktionen errichtet, auf denen der Schalbelag aufliegt. Da diese Holzkonstruktionen primär unter statisch konstruktiver Hinsicht zu betrachten sind, müssen auch diese den Traggerüsten zugeordnet werden.

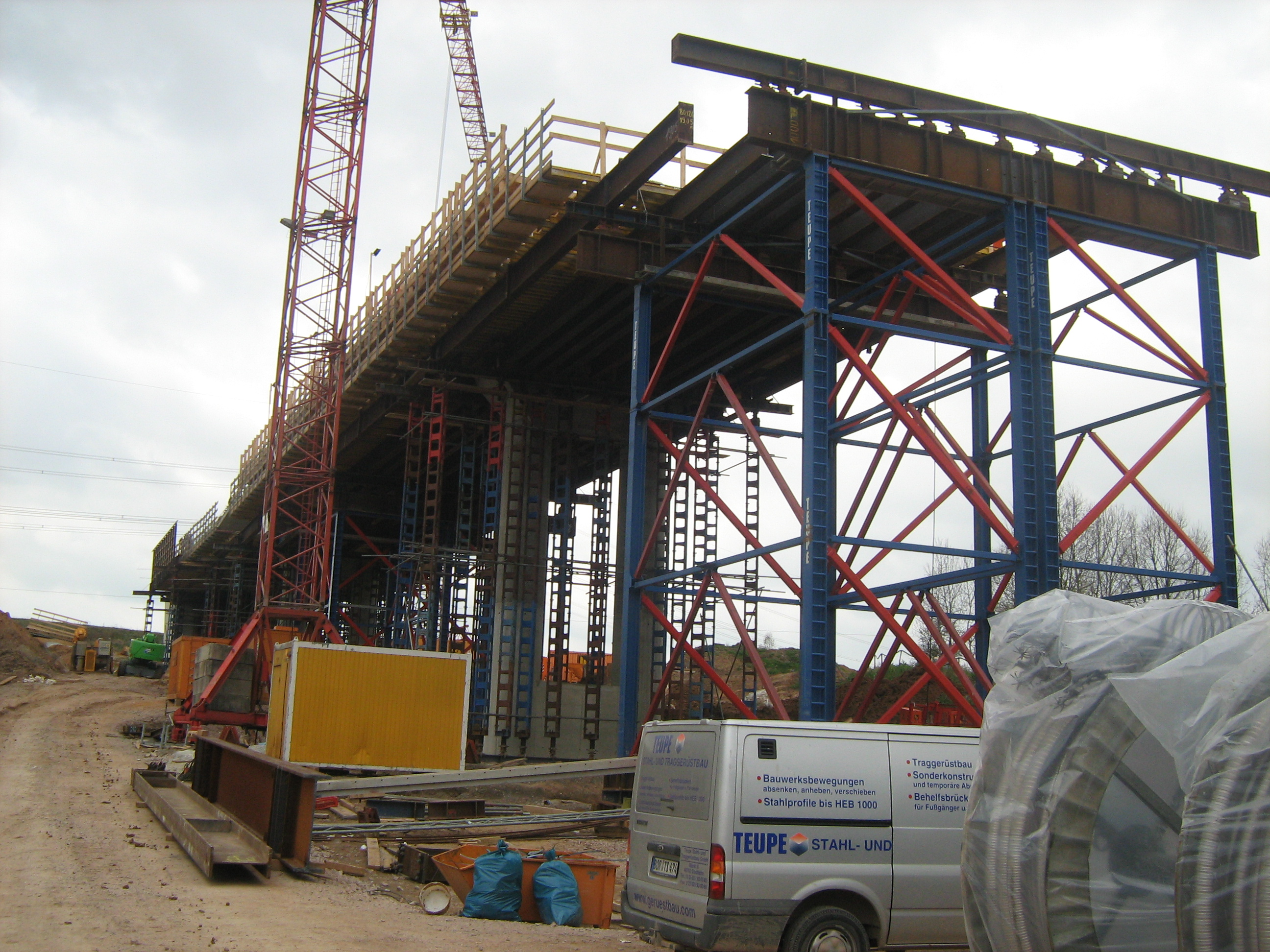
Schweres Traggerüst aus Stützen, Joch- und Längsträgern
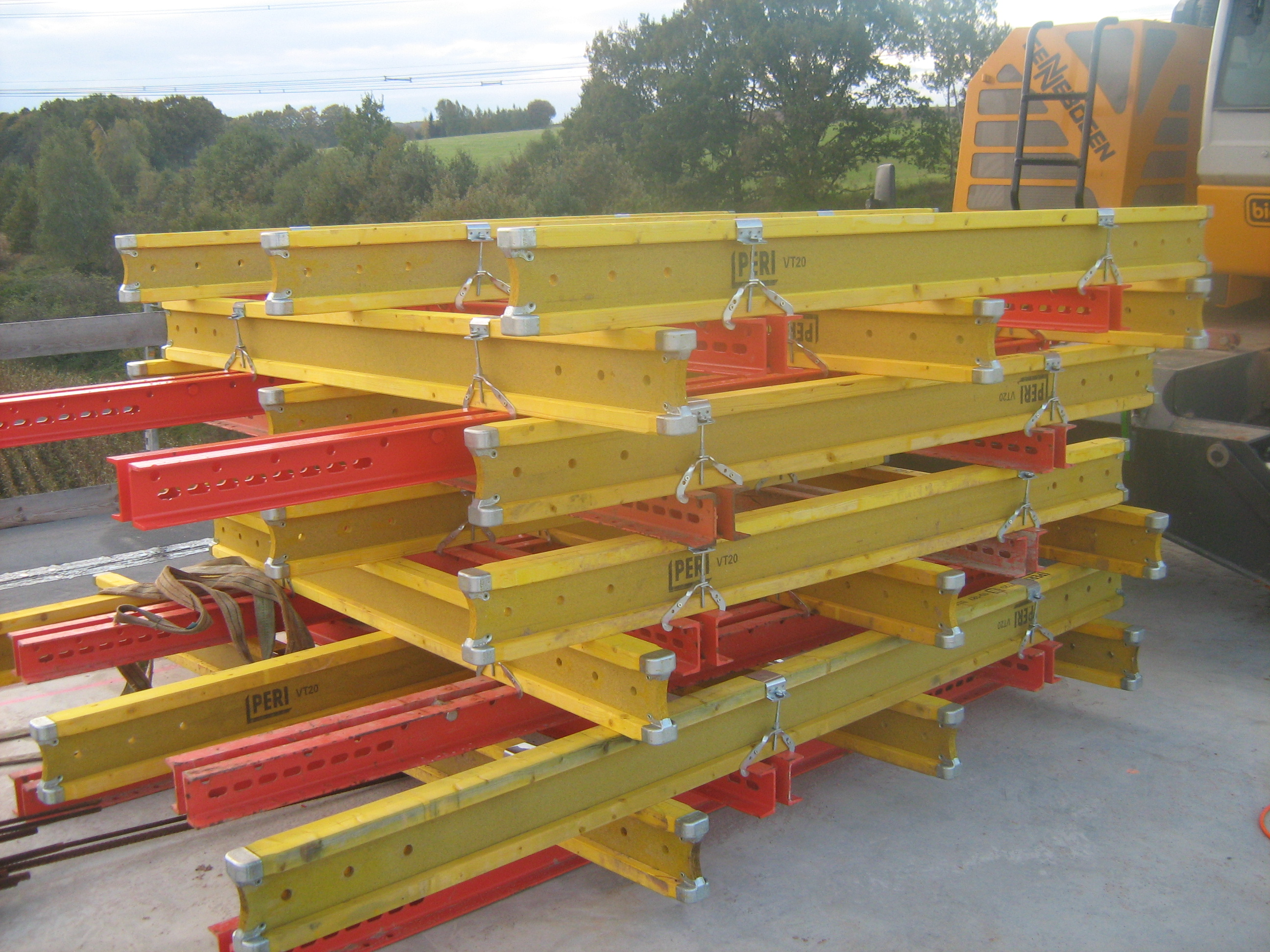
Tragsystem für Senkrechte Betonbauteile
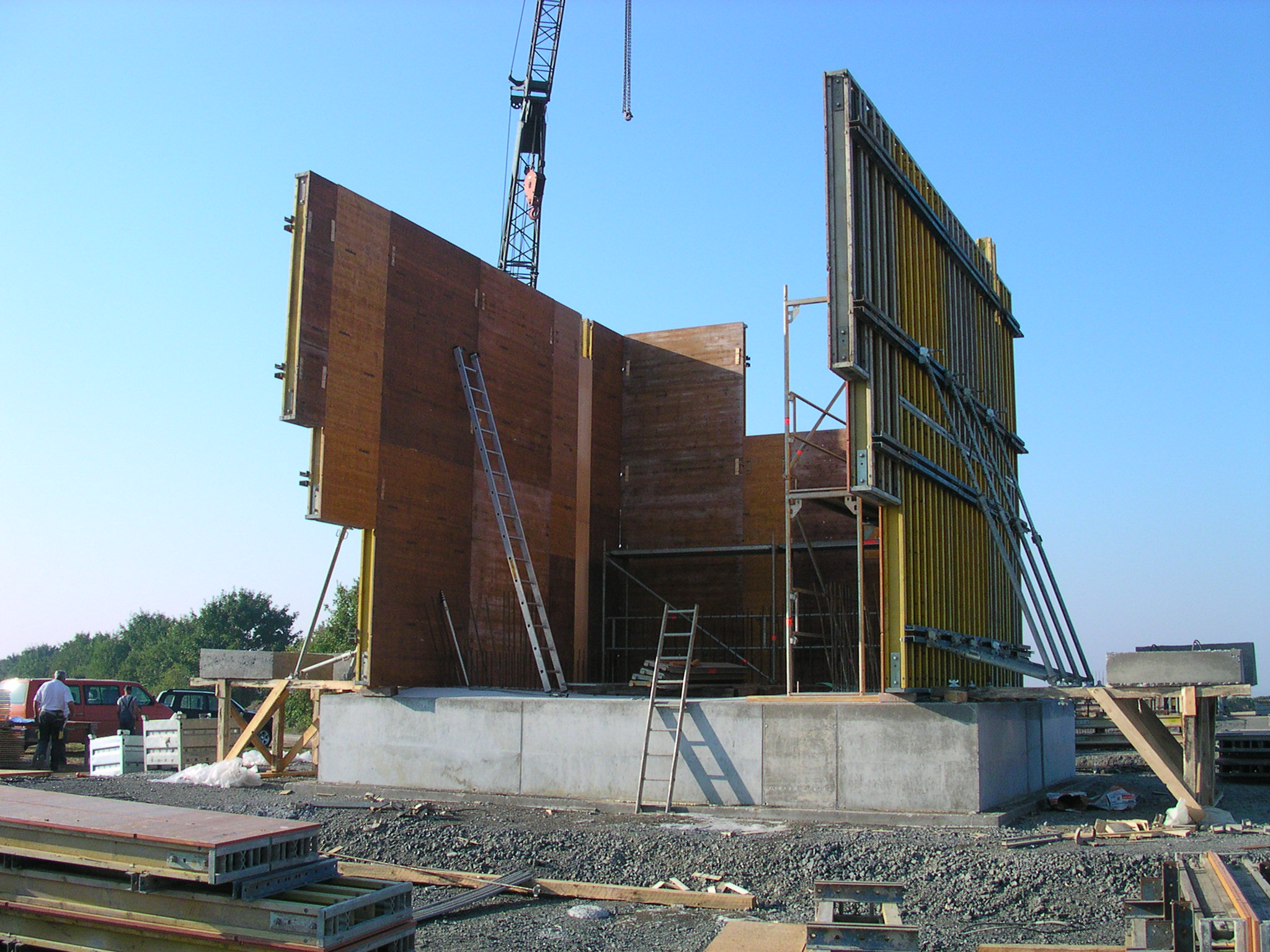
Tragsystem für Brückenwiderlager
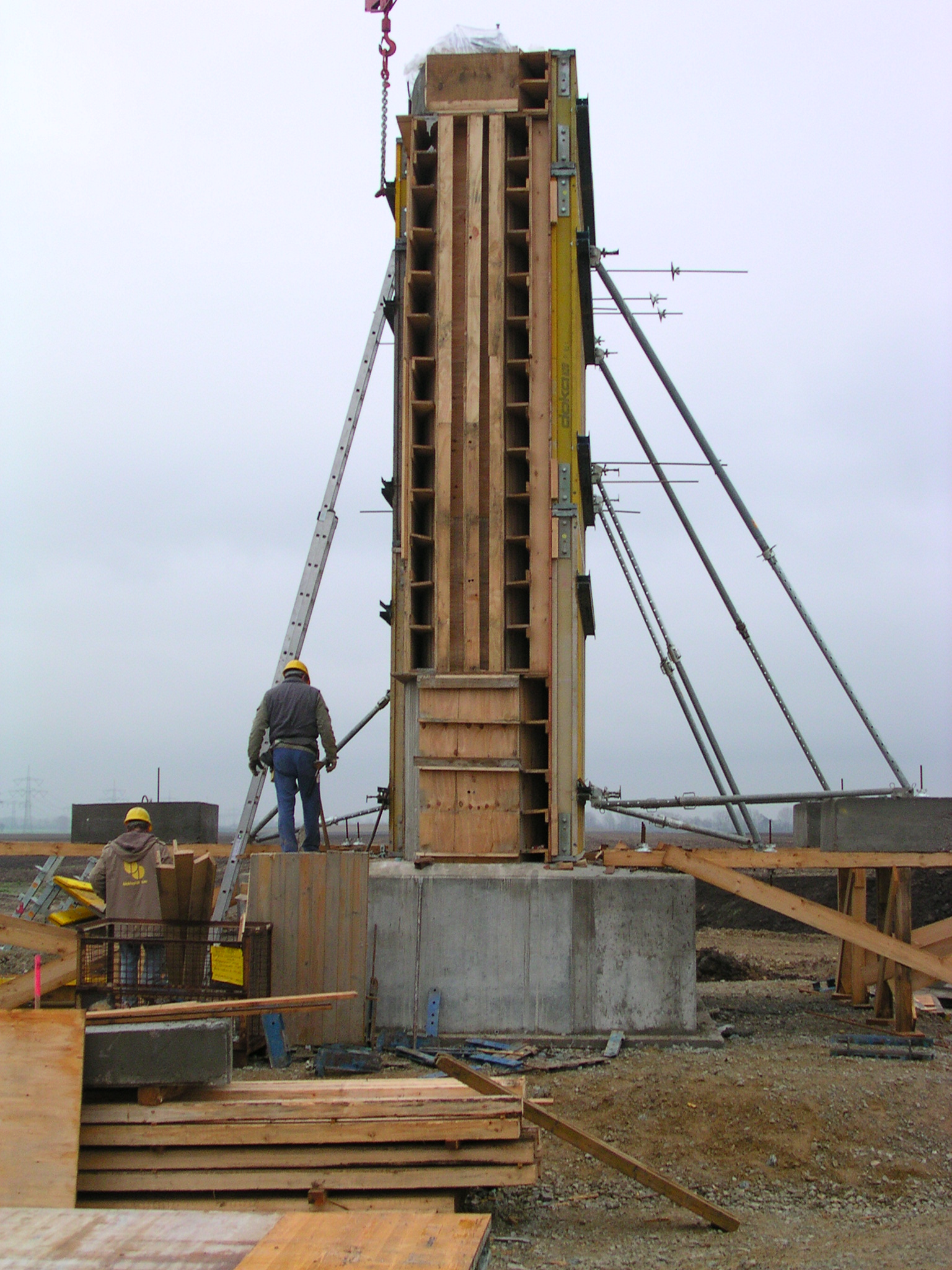
Tragsystem für Brückenpfeiler